# Peraceae
Peraceae (лат.) — семейство цветковых растений порядка Мальпигиецветные (Malpighiales). Включает более ста видов в пяти родах, ранее включавшихся в семейство Молочайные (Euphorbiaceae).
По некоторым признакам семейство близко к семейству Раффлезиевые (Rafflesiaceae), занимая в определённом смысле промежуточное положение между раффлезиевыми и молочайными.

## Исторические сведения
Впервые семейство было описано ещё в 1859 году немецким ботаником Иоганном Фридрихом Клочем (1805—1860), при этом уникальность указанных Колчем признаков семейства была подтверждена в XX веке британским ботаником Хербертом Кеннетом Эри Шо (1902—1985), признанным специалистом в области молочайных. Несмотря на это, в большинстве систем классификации это семейство не признавалось. В системе APG III (2009) указывалось, что выделение семейства Peraceae представляется целесообразным, в том числе для сохранения монофилии молочайных, однако этот вопрос требует дополнительных исследований.

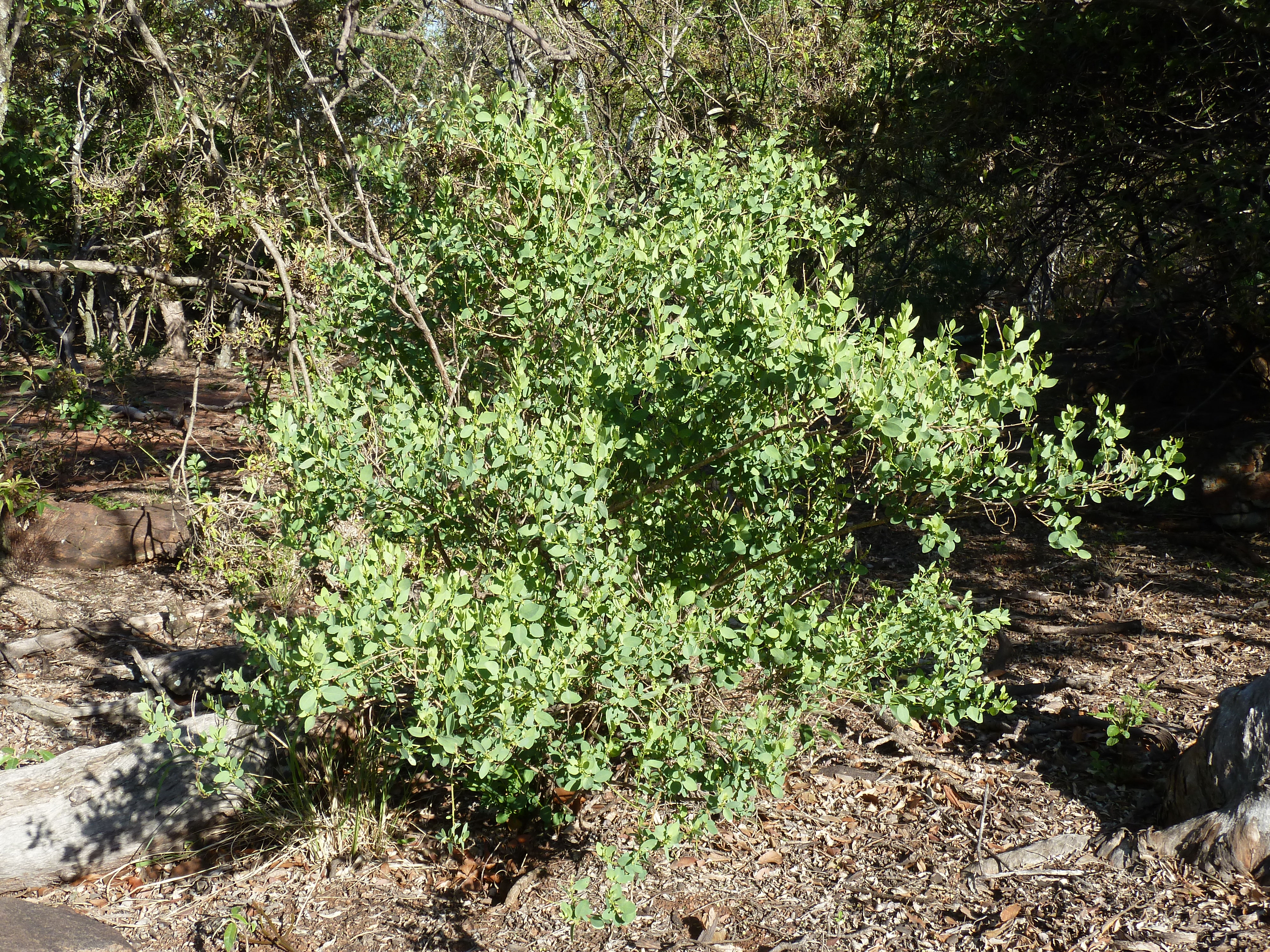
Clutia pulchella, общий вид растений

В современных системах классификации Peraceae появились только в системе APG IV, опубликованной в 2016 году, в связи с новыми результатами исследований, показавших наличие существенных молекулярных и морфологических отличительных признаков представителей этого семейства.

## Распространение
Ареал рода[какого?] охватывает тропические области старого и нового света. Большинство видов встречается в Северной и Южной Америке, некоторые виды — в тропиках Африки и Евразии.

## Описание
Представители семейства — вечнозелёные древесные растения, деревья или кустарники. Листья у подавляющего большинства видов очерёдные, лишь у очень немногих — супротивные. Края листовых пластинок — гладкие. Цветки могут быть как однополыми, так и двуполыми; собраны по 3—4 в головчатые соцветия. Некоторые виды — однодомные растения.
Число хромосом: n = 18.

## Роды
Семейство включает пять родов:
- Chaetocarpus Thwaites. 16 видов, распространённых в тропиках и субтропиках.
- Clutia Boerh. ex L. 56 видов в Африке и Евразии.
- Pera Mutis typus. 39 видов в Мексике и тропиках Америки.
- Pogonophora Miers ex Benth. Два вида в тропиках Африки и Америки.
- Trigonopleura Hook. f. Три вида в Малезийской флористической области.